# Ernst Hahn (Politiker, 1874)
Ernst Hahn (* 7. August 1874 in Innsbruck; † 14. April 1950 ebenda) war ein österreichischer Politiker der Christlichsozialen Partei (CSP).

## Ausbildung und Beruf
Er besuchte in Innsbruck die Volksschule und das Gymnasium. Danach studierte er Jura an der Universität Innsbruck und wurde 1894 Mitglied der katholischen Studentenverbindung AV Austria Innsbruck. Nach Beendigung des Studiums wurde er Bezirksrichter.

## Politische Mandate
- 7. August 1919 bis 9. November 1920: Mitglied der Konstituierenden Nationalversammlung, CSP